# 瓦茨卡亞區

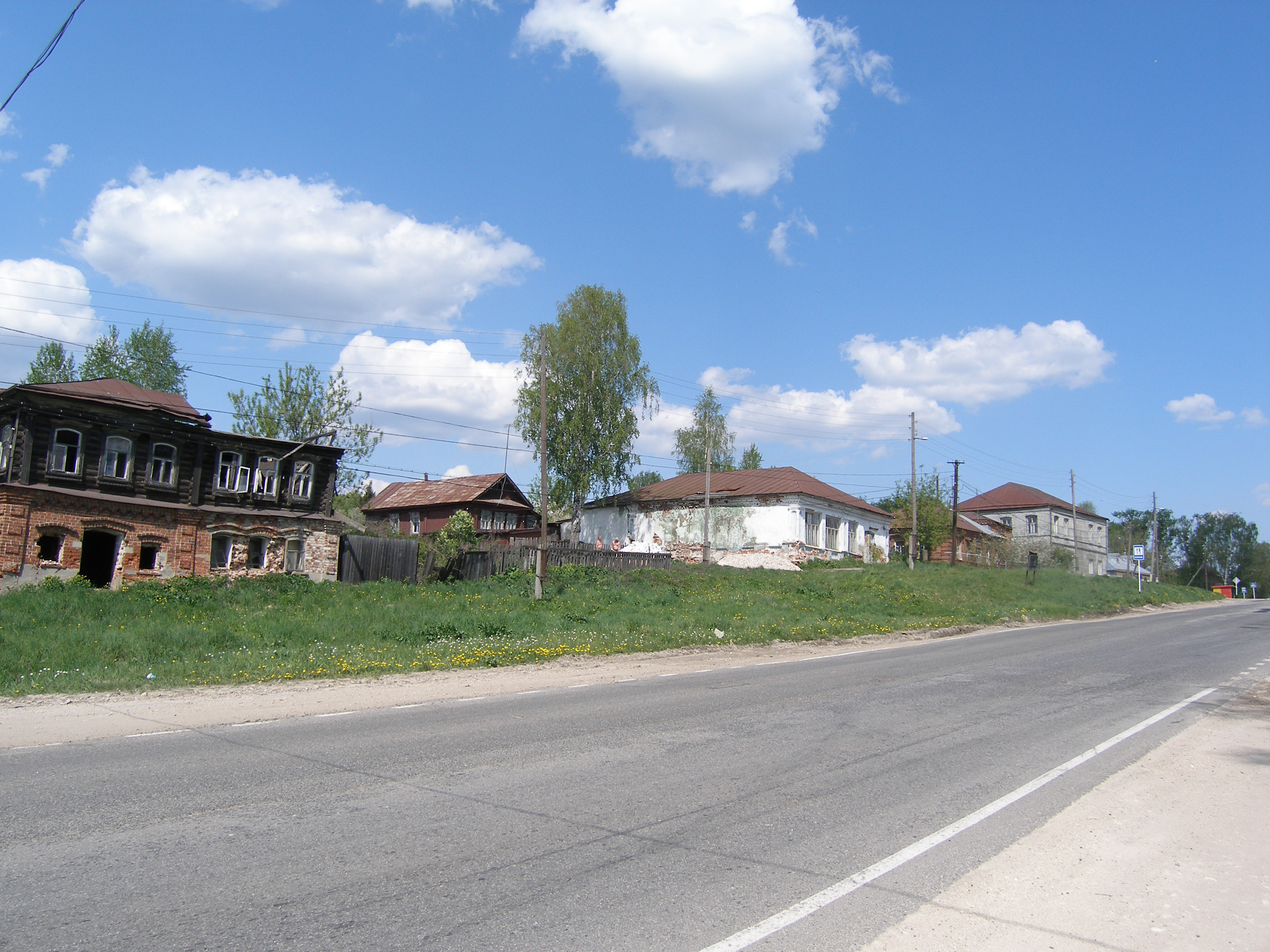

55°31′25″N 44°12′50″E / 55.52361°N 44.21389°E
瓦茨卡亞區（俄语：Вадский район），是俄羅斯的一個區，位於該國西部，由下諾夫哥羅德州負責管轄，始建於1929年，面積742.7平方公里，2010年人口15,626，人口密度每平方公里21.04人。